# Tipula (Acutipula) bosnica
Tipula (Acutipula) bosnica is een tweevleugelige uit de familie langpootmuggen (Tipulidae). De soort komt voor in het Palearctisch gebied.